# هوپشتدتن-وایرسباخ
هوپشتدتن-وایرسباخ (به آلمانی: Hoppstädten-Weiersbach) یک شهر در آلمان است که در بیرکنفلد واقع شده‌است. هوپشتدتن-وایرسباخ ۲٬۷۸۴ نفر جمعیت دارد.